# Kriegerdenkmal Körbelitz

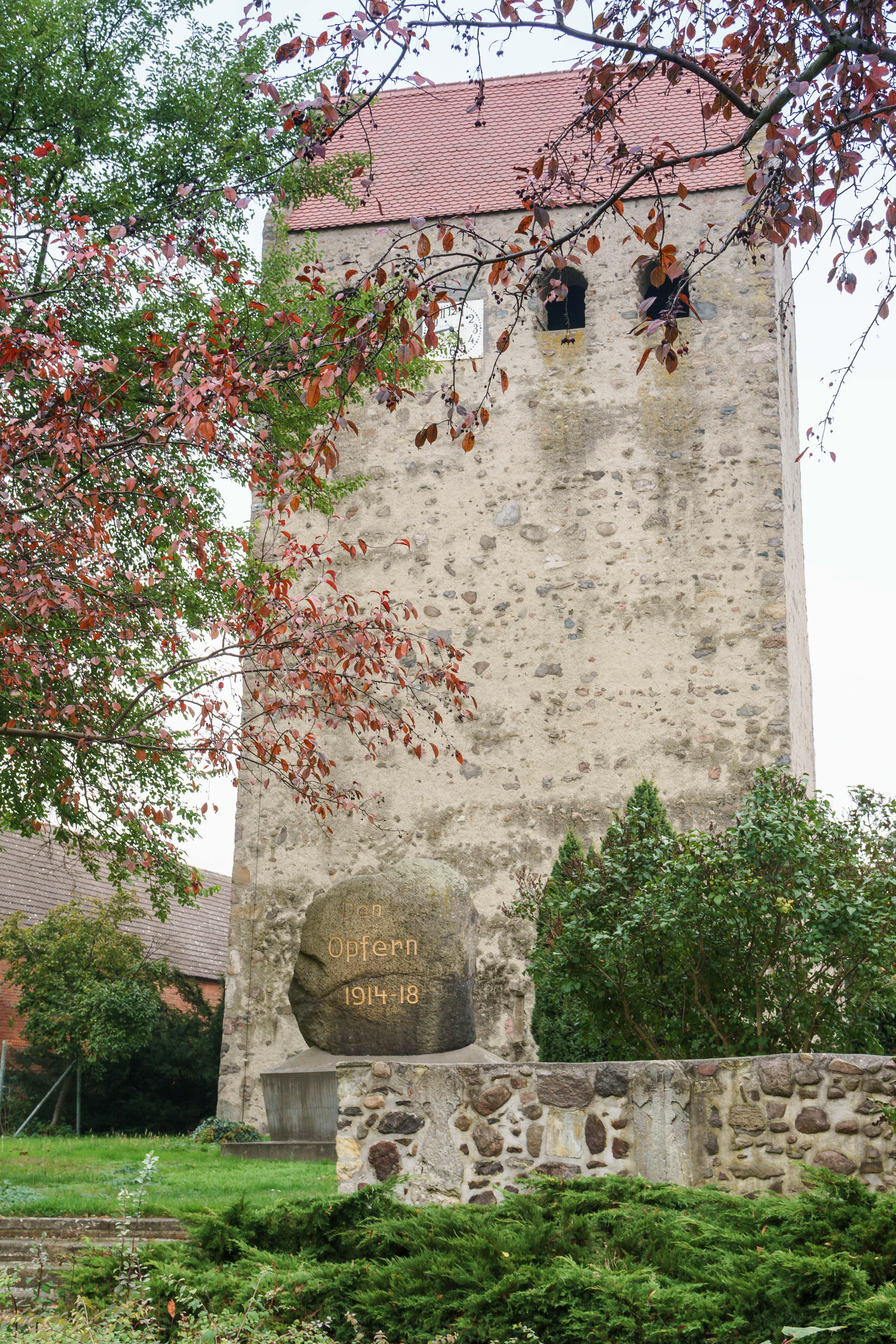
Kriegerdenkmal vor der Kirche

Das Kriegerdenkmal Körbelitz ist ein denkmalgeschütztes Kriegerdenkmal in der Ortschaft Körbelitz der Gemeinde Möser in Sachsen-Anhalt. Im örtlichen Denkmalverzeichnis ist das Kriegerdenkmal unter der Erfassungsnummer 094 71345 als Baudenkmal verzeichnet.

## Lage
Das Kriegerdenkmal befindet sich auf dem Kirchengelände von Körbelitz direkt vor der Kirche.

## Gestaltung
Bei dem Kriegerdenkmal in Körbelitz handelt es sich um einen Findling mit einer Inschrift auf einem Betonfundament.

## Inschriften
Den

Opfern

1914–18

## Quelle
- Gefallenen Denkmal Körbelitz Online (Memento vom 20. Juni 2012 im Internet Archive)